# Tèssal
|  | No s'ha de confondre amb Tèssal (fill d'Hèracles). |

Tèssal (en grec antic: Θεσσαλός) va ser, segons la mitologia grega, un heroi fill de Jàson i de Medea.
Quan Medea va matar els seus fills, ell es va poder escapar i va fugir de Corint, amagant-se Iolcos. A la mort d'Acast, el fill de Pèlias, es va apoderar del tron de Iolcos. Va donar a aquell país el nom de Tessàlia. D'aquest heroi només en parla Diodor de Sicília.